# 格吕诺
格吕诺（德語：Grünow）是德国勃兰登堡州的一个市镇，隶属于乌克马克县。总面积为34.92平方千米，截至2020年总人口为932人。